# Пасквини (Кјети)
Пасквини (итал. Pasquini) је насеље у Италији у округу Кјети, региону Абруцо.
Према процени из 2011. у насељу је живело 16 становника. Насеље се налази на надморској висини од 140 м.